# 백운호수도서관
백운호수도서관은 경기도 의왕시에 있는 공립 도서관이다.

## 연혁
- 2022년 5월 26일 백운호수도서관 개관